# The Monkey King
The Monkey King es una película fantástica de Hong Kong y China estrenada en 2014 y dirigida por Cheang Pou-soi. Contó con las actuaciones de Donnie Yen y Chow Yun-fat en los papeles principales. La producción dio inicio en Pekín el 18 de octubre de 2010 y fue filmada en formato 3D. Está basada en un episodio de Viaje al Oeste, una de las cuatro obras clásicas de la literatura china escritas durante la Dinastía Ming por Wu Cheng'en. Fue estrenada el 31 de enero de 2014. Una secuela titulada The Monkey King 2 fue estrenada en febrero de 2016.

## Sinopsis
La película está inspirada en algunos capítulos de la novela clásica de Wu Cheng'en Viaje al Oeste y cuenta la historia de la rebelión de Sun Wukong contra el Emperador de Jade celestial. La historia es contada por un monje occidental que viajó desde Europa hasta China en el siglo séptimo. Dos niños encuentran al monje en una cueva. Allí descubren que tiene en su poder cien pergaminos pintados, cada uno de los cuales describe un evento en la vida del Rey Mono.

## Reparto

### Principal
- Donnie Yen es Sun Wukong.
- Chow Yun-fat es el Emperador de Jade.
- Aaron Kwok es el Rey Toro.
- Joe Chen es la princesa Iron Fan.
- Peter Ho es Erlang Shen.
- Kelly Chen es Guan Yin.
- Zhang Zilin es Nüwa.
- Gigi Leung es Chang'e.
- Xia Zitong es Ruxue.
- Louis Fan es Juling Shen.

### Secundario
- Eddie Cheung es Li Jing.
- Calvin Cheng es Nezha.
- Him Law es Muzha.
- Liu Hua es el Rey Dragón.
- Irene Wang es Caiyun.
- Hai Yitian es Subhuti.
- Cathy Leung es Caixia.

## Producción
Cuando la película fue anunciada, Jet Li y Donnie Yen fueron tenidos en cuenta para el papel del Rey Mono. El 18 de mayo de 2010, Yen fue confirmado en el papel principal. Más tarde se anunció que Chow Yun-fat y Aaron Kwok interpretarían al Emperador de Jade y al Rey Toro respectivamente. La cinta contó con un presupuesto de 400 millones de yuanes. El reparto restante fue anunciado días después, con nombres que incluían a Cecilia Cheung, Gigi Leung, Kelly Chen, Peter Ho, Joe Chen y Liu Ye. El 17 de mayo de 2011, Zhang Zilin, ganadora de Miss Mundo 2007, confirmó que interpretaría el papel de Nüwa en reemplazo de Cecilia Cheung, originalmente anunciada para el rol.
Para la grabación en formato 3D, la compañía de producción Filmko tuvo que contratar a algunos especialistas de Hollywood, incluyendo a David Ebner (Alicia en el país de las maravillas, Spider-Man 3) como supervisor de efectos visuales y a Shaun Smith (The Forbidden Kingdom, 300, Soy leyenda) como supervisor de maquillaje.

## Recepción

### Crítica
James Marsh de Twitch Film destacó la actuación de Donnie Yen pero criticó los efectos especiales y el guion. Maggie Lee de la revista Variety se refirió al filme destacando su «...narración simplista, impulsada por la acción, con una energía inagotable, pero con poco estilo o sustancia». Clarence Tsui de The Hollywood Reporter afirmó: «The Monkey King está llena de acrobacias que desafían la gravedad y cruzan la pantalla en una letanía de secuencias de acción 3-D. Sin embargo, este hecho apenas compensa la pobre narrativa de la misma».

### Taquilla
La película recaudó en China la suma aproximada de 20 millones de dólares estadounidenses en su estreno, superando a producciones internacionales como Iron Man 3. Recaudó un total aproximado de 182 millones de dólares a nivel internacional.

## Secuela
Filmko Entertainment anunció que el actor Louis Koo se uniría al elenco para interpretar a Tang Sanzang en una secuela de la cinta. La producción de la misma inició en noviembre de 2014. Finalmente fue estrenada el 6 de febrero de 2016 en Hong Kong y dos días después en China, recibiendo mejores reseñas críticas que el filme original.